# 보은중학교
보은중학교(報恩中學校)는 대한민국 충청북도 보은군 보은읍 이평리에 있는 공립 중학교이다.

## 학교 연혁
- 1951년 8월 31일 : 보은중학교 설립 (남.여 12학급), 초대 김준근 교장 부임
- 1952년 3월 31일 : 제1회 졸업 (남 123명, 여 37명 계 160명)
- 1961년 5월 27일 : 보은여․중고 설립으로 여자부 분리
- 2008년 10월 31일 : 본관 리모델링 완공
- 2013년 2월 28일 : 선진형 교과 교실 리모델링 완공
- 2020년 12월 3일 : 본관 및 과학관 외벽 보수 공사 완공
- 2023년 3월 1일 : 제30대 홍석영 교장 부임
- 2024년 1월 4일 : 제73회 졸업생 55명 배출(총 20,330명)
- 2024년 3월 4일 : 2024학년 입학생(73명)

## 참고 자료
- 보은중학교 - 한국교육학술정보원 학교알리미